# 林家ペー
林家 ペー（はやしや ペー、本名：佐藤 嘉彦、1941年〈昭和16年〉11月29日 - ）は、日本のタレント、漫談家、写真家、落語家。自らが運営するP&P企画所属。また漫談家として落語協会所属。
落語家としての高座名は林家たいぺー。

## 来歴

唐花菱は林家三平一門の定紋であり林家こん平に移門しても同じである。

大阪府大阪市浪速区日本橋3丁目生まれ、同市阿倍野区育ち。ただし、小学校は旧南区（現：中央区）の大阪市立精華小学校（現在は廃校し、大阪市立南小学校に統一）中学校は同中央区大阪市立南中学校（旧校舎は現：アメリカ村ビッグステップ）出身。浪速高等学校卒業。大阪スタヂアムの近く（当時の実家は裕福で、ヤマギワソフト大阪店〈現：ホテルヒラリーズ〉が建つ前の土地に建っていた）で育った。
幼い時から江戸っ子の粋に憧れて上京し、当時、非常に人気が高かった初代林家三平への弟子入りを目指す。「いきなり弟子入りを頼んでも断られるだろう」との考えにより、上京後は思いついたギャグ（ダジャレなど）を何度も三平宛に投書し続けた。数日後この努力が三平に認められ、ぺー宛に「今度自宅に遊びにいらっしゃい」との手紙が届き、入門を受け入れられた。
当初から落語ではなく、立ち高座でギター漫談を主に演じていた。三平全盛期のいわゆる「三平落語」の高座で、何度かバックギタリストとして共演しており、三平からはいくつかの珍芸も伝授された。また、ギターは伊東四朗から教えられた。2021年現在も落語協会の定席で色物（浅草演芸ホールのプログラムなどでは「余談漫談」と記されている）として定期的に上がり続けており、同協会の色物芸人の香盤では三代目林家正楽の次に位置している（2021年10月現在）。
ビートたけし・高田文夫との関係が良好なので、1991年以降この2人との関係が強いテレビ演出家のつきざわけんじが担当していた番組に、たけし・高田が絡まない内容の物にも準レギュラーやゲスト出演する事が増えていった（『NEWSモーニングJAM』や『アッコとマチャミの新型テレビ』等）。
2008年には「落語もやってみたい」と考えを改め、一門の後輩である林家たい平に落語家として弟子入りし、「林家たいぺー」の高座名をもらう。2011年ごろから「あくびの稽古」「時そば」などを演じている。ただし、落語協会では引き続き漫談家として登録されている。

## 芸人として

### 芸歴
- 1964年10月15日[4] - 東京オリンピック(1964年)真っ只中の頃に初代林家三平に入門。三平の付き人を6年間ほど務めた[4]。当初「ペー平」と命名されたが、のちに「ぺー」となった[3]。

- 1970年頃からスーツ姿で高座で歌う師匠の伴奏役としてギターを弾き始め(最初のギャラは500円)、ギター漫談家として活動する[5]。

- 1972年3月30日[6] - 林家パー子と結婚。その後徐々に夫婦揃っての仕事がたくさん舞い込むようになった[4]。

- 2011年 - 2007年にテリー伊藤が落語に挑戦した[7]ことに感化されて落語を始めた[3]。

### 芸風・特技
- 該博な知識と洒脱な発想による余談漫談で人気とされる[4]。
- 大阪出身者であるが、いわゆる大阪弁は基本的に使わず、もっぱら東京弁で話すが、イントネーションは関西弁。
- 芸能界屈指の記憶力の持ち主で、数多くの有名人の生年月日を完璧に記憶している(本人曰く「誕生日覚え」)で知られる[3]。各地の郵便番号も多く記憶している。
- 即興のダジャレ（隣にいるパー子が爆笑するのがお約束）。
- 「これは余談ですが‥」「くしくも‥」が口癖。
- 有名人との写真を撮りまくることでも知られる(詳しくは後述)。

### 芸名について
初代林家三平一門の中で数少ない、名前に「平」の字が付かない弟子である。来歴にもある通り、元々、師匠である三平から一度「林家ペー平（ペーぺー）」という芸名をもらった。しかし、1963年に師匠の友人である近江俊郎宅を師匠ら数人と訪れた際、そこにいた近江の友人である占い師に『林家ペー平』で姓名判断してもらった。すると「素晴らし過ぎる名前だ。いずれ師匠を食ってしまうほどの大物になるだろう」と告げられたが、小心者である初代三平（ペー本人がそう語っている）が弟子であるペーの台頭を恐れ、「平」を取ってしまったためである。
名付け親の初代三平が他界したため、「ペー」の書体がひらがなかカタカナかは本人にも分からない。ペー本人は「師匠に聞く前に他界されてしまった」と語っている。番組などで「横書きの時はカタカナ、縦書きの時はひらがな」と時折語っている。

## エピソード

### 妻・パー子
もともと女流落語家として単独に活動していた林家パー子と、三平一門で知り合ったあと兄弟子であるペーと結婚に至った。普段は、パー子のことを本名である粋子に由来し「粋(すい)ちゃん」と呼ぶ。
結婚時ギター漫談家だったペーは、ワンステージのギャラが3000円でまだまだ食べていけない状態で、当時売れっ子タレントのパー子との結婚は今で言う格差婚だった。
2人の名前を並べると「ペー・パー」（=ペーパー）となり、俗に「ペーパーさん」と呼ばれるが、狙って名付けたわけではなく、全くの偶然である。 ちなみに結婚披露宴の引き出物は、三平の妻・海老名香葉子のアイディアによりトイレットペーパーだった。
寄席の高座も二人で務めているが、決して夫婦漫才師ではない。パー子が落語協会に加盟していないこともあり、香盤には「漫談・ペー」としか書かれておらず、パー子はペーの漫談の後見役として出演している。ペーは「よく世間から誤解されやすいけど、あたしらは漫才コンビじゃないから二人の持ちネタもない」としている。

### 写真撮影に関して
夫妻が最初に撮影した有名人は郷ひろみで、パー子との2ショットを撮った。これをきっかけに夫妻は、有名人や仕事場での写真撮影をするようになった。
一般的にテレビ撮影中（本番中）は静音対策をしたカメラを用いるなどしなければならないが、ペーは本番中でもカメラ撮影をしている。『ビートたけしのお笑いウルトラクイズ』では、｢報道カメラマン｣（問題によっては「戦場カメラマン」）扱いである。
1999年のビートたけしの母の葬儀に、ペー・パー子夫妻はピンクのスーツに黒いネクタイをつけて参列した。しかし夫妻が棺桶の遺体の写真を無断で何枚も撮影したせいで、たけしの兄らに激昂されて 葬儀場から追い出されたことがある。
膨大な枚数の写真とネガを保管するため、自宅とは別にマンションを借りていたが、2005年からはデジタルカメラを取り入れた。しかし2006年10月25日の荒川の土手を散歩中に、画像約900枚が入った当時愛用のデジタルカメラ（ペンタックス optio S6）を紛失してしまった。
2011年6月には、有名人の秘蔵ショットを被写体の誕生日順に収録した写真集『林家ペー、パー子の爆笑芸能写真館』(シンコーミュージック・エンタテイメント)を出版。
2019年11月時点で夫婦が撮った有名人や仕事場での写真の累計枚数は5万枚を越えており、現像が追いついていない状態。また気に入った写真は後日大きく引き伸ばして本人にプレゼントしたり、テレホンカードにして周囲に配りもした。

### ピンク色の衣装
桃色（ピンク）をこよなく愛し、派手なピンクの衣装で有名だが、私服でもピンク系統の服が多いと月曜から夜ふかしで語っている。
若手時代のペーはいつも地味な服装で過ごしていたが、結婚後パー子のピンク色のセーターを何気なく借りて外出した。すると仕事関係者から「今度2人でピンク色の衣装で舞台に出てみれば？」と言われ、それをきかっけに夫婦は仕事時にピンク色の服を着始めた。
ただしピンク色の衣装にまだまだ抵抗があったペーは、内心迷いながらピンクを着てそれ以降仕事に臨んだ。しかしその後出会ったテリー伊藤から、「テレビはビジュアルが命だから、派手なピンク色の方がいい」と後押しされたことで吹っ切れ、積極的にピンク色を着るようになった。

## 人物像

### 考え方など
「芸人に年齢なし」という信念から、生年をあまり公表したがらず誕生月日のみ言う場合や「年齢非公表」とする場合がある。
マネージャーはいるが、スケジュール管理は夫婦で行っている。
身長157cmの小柄な体型で、パー子とは背格好が似ている。
髪型のアフロヘアーは、妻のパー子が郷ひろみ（一時期は髪型をアフロヘアーにしていた）のファンであるため行っている。ペーがアフロにした当時、郷の母親が原宿の美容院を開いており、ペーもそこで長年パーマをかけてもらっていた。
テリー伊藤の助言以降、仕事が増えたことから「テリーさんは、僕ら夫婦にとって恩人」と評している。
夫婦の目標は、きんさんぎんさんのように元気に100歳以上長生きすること。

### 趣味など
メジャーリーグの選手であるイチローのファンとしても知られる。2006年、2009年に東京ドームで行われたワールド・ベースボール・クラシックの東京ラウンドをエキサイトシートで観戦していたが、応援している模様をテレビで映し出された。
大ファンのイチローにあやかり、「幸イチロー（こういちろー）」と名づけた愛犬（雄の柴犬）を飼っていた。2人は幸イチローを自分たちの息子のように可愛がり、特にパー子が溺愛していた。幸イチローがボールを投げても取らないなど言うことを聞かなかったことから、言うことを聞くようにと「どうぶつ奇想天外!」（TBS系列）でドッグトレーナーに指導してもらったことがある。その後幸イチローは2010年に亡くなった。
愛車はトヨタ・カローラが好きで、前述の郷がイメージキャラクターだった5代目モデル（80系、1983年発売）からモデルチェンジの度に乗り換えていた。「車のことを英語で『カローラ』って言うと信じてたぐらい」とのこと。一度『所印の車はえらい』という番組でフォルクスワーゲンを購入するが、『天才!たけしの元気が出るテレビ』のクイズ（正解したらポルシェに交換してもらえるという企画）で不正解となり潰されてしまった。
一番長く乗ったのは7代目のカローラレビン（110系、1995年発売）で約15年乗って走行距離は約12万Kmまで走ったが、2014年7月に北赤羽駅前の交差点でペーが運転するレビンがオートバイと接触し、はずみで電柱に激突する事故を起こしている（オートバイの男性は軽傷で、ペーは無事だった）。この事故以降、車の運転はしていないという。
好角家としても知られ、両国国技館にパー子と共にプライベートで訪れている様子が大相撲中継でも映し出されている（プライベートであるため、当然映るだけ）。しかし、プライベートであっても、いつものピンクの派手な衣装にカメラ片手というスタイルは変わらない。また、撮影するところも放送されている。応援している力士は遠藤聖大。遠藤の出身地の石川県穴水町に、初代林家三平の妻である海老名香葉子が1945年の終戦前後に疎開していたことなど、穴水町と林家一門に交流があることによる。
投稿マニアでもあるペーには、『土曜一番!花やしき』という土曜朝の情報番組に毎週素人のふりをして川柳コーナーにFAXを送り続けていたが、同番組の構成作家をしていた親交のある小泉せつ子に見破られ、翌週番組に引きずり出されていたというエピソードもある。その時まで使っていたペンネームは「PP砲」だった。
「どうでもいいくだらない話」が好きなことから、自身の「余談ですが…」という雑学や特技の誕生日覚えに繋がった。
女優の中で一番好きなのは、高峰秀子。
大の麺類好きだが、健康志向のパー子の指示でラーメンを食べる回数をかなりセーブしている。嫌いな食べ物は、納豆ととろろ芋。ビール好きで、強い酒は苦手。

## 出演

### テレビ番組
- 元祖どっきりカメラ（日本テレビ） - 出世作。セミレギュラー出演し、毎回同じように騙されていたため、番組構成上の『やらせ』の存在を視聴者に認識させた。
- 総天然色バラエティー 北野テレビ（TBS）
- たけしの頭の良くなるテレビ（TBS）
- 天才・たけしの元気が出るテレビ（日本テレビ）
- ビートたけしのお笑いウルトラクイズ（日本テレビ）
- 北野ファンクラブ（フジテレビ）
- たまにはキンゴロー（フジテレビ）
- 夜鳴き弁天（フジテレビ）
- ピロピロ（フジテレビ）
- NEWSモーニングJAM ウフフの金曜日（テレビ東京）
- ものまね王座決定戦（フジテレビ）
- 土曜一番!花やしき（フジテレビ）
- 暖流（毎日放送）
- ペパラッチ(テレビ朝日)
- 霊能力者　小田霧響子の嘘(テレビ朝日)
- 1億人の大質問!?笑ってコラえて!(日本テレビ)
- ラブ・ジャッジ（TBS）
- 最強のオンナ（毎日放送）
- 水曜ミステリー9・警視庁さくらポリス〜最強の姉妹捜査官〜（テレビ東京） - 屋台クレープ屋の店主 役
- 脳にスマホが埋められた!（2017年） ‐ 林家ペー（本人役）
- 家政夫のミタゾノ（2018年） ‐ 林家ペー（本人役）
- 明日があるさ（2001年）
- 最後のオンナ（2020年）

### 映画
- かぐや様は告らせたい〜天才たちの恋愛頭脳戦〜ファイナル（2021年8月20日、東宝） - 林家ペー（本人役）
- でくの空（2022年8月26日、アルミード) - 峠　啓吉 役

### CM
- ビックカメラ
- リアルゴールド（Mr.オクレ、春一番らとともに出演。CMの原曲は「燃えろいい女」）
- ディスカウントストア・ロヂャース（林家パー子と共演）[20]
- レダインターナショナル・プチシルマ（研ナオコと共演）
- マルハ（現・マルハニチロ食品）「今日のくだもの」
- ソニー・コンピュータエンタテインメント「無限回廊」
- キリンビバレッジ「からだ想い茶 ぽっぽ茶」（パー子も出演）
- ダイハツ・タントカスタム（ペー役のオダギリジョーとパー子（こちらは本人）が出演しているが、ペー本人は演技指導でCMに関与している）
- ドラゴンポーカー（パー子も出演）
- モンデリーズ・ジャパン「クロレッツ ピンクグレープフルーツミント」（2017年） ※ Web CM、パー子も出演[21]
- NKユナイテッド SWEAT（2021年 - ） - 林家パー子と共演・北海道エリア[22]
- 西友「お買い物で楽天ポイントが使える!貯まる!」 西友&楽天ポイントの歌 お得のループを歌う。 - 林家パー子と共演
- DANTON（2024年）- shibuya109に壁面にペーの写真が掲示される。

### コンピュータゲーム
- 日米間プロ野球 FINAL LEAGUE - ダンカンとのダブル解説として声の出演。他にも、浅草キッド、伊集院光・松村邦洋の各コンビによるダブル解説も登場する（いずれもダンカンのプロデュースによる）。

### ナレーション
- 映画『世界の果てまでヒャッハー!』予告編（2016年）※林家パー子と共演[23]。

## 主な出版書籍
- 林家ペーのクイズ誰のサイン?（1993年6月、ワニ文庫）
- 林家ペーの有名人おもしろビックリ誕生日の不思議―あなたの誕生日の謎を解く本（1999年2月、二見文庫）
- 林家ペーの有名人マル秘お宝写真（2000年3月、双葉社）
- 林家ペー、パー子の爆笑芸能写真館（2011年5月、シンコーミュージック・エンタテイメント）

## 音楽
- 夜の都会（まち）に眠れ　マサ子さん（アルバム「つちのこ男爵」収録）
- 海老名の穴　所ジョージ（アルバム「僕の犬」収録）（「ボクちゃん」の合の手と、間奏のセリフ）
- 余談ですけど「愛してる」　林家ペー（作詞：高田文夫　作曲：佐瀬寿一）